# Tessarolax
Tessarolax is een geslacht van uitgestorven mollusken, dat leefde tijdens het Krijt.

## Beschrijving
Deze pelikaansvoet had een kleine, biconische, geribbelde schelp met vier slanke, gebogen doornachtige uitsteeksels, die aan de basis met elkaar verbonden waren door de tot zwemvliezen uitgegroeide mondrand. Deze doorns verhinderden waarschijnlijk het wegzakken van de schelp in het substraat. De lengte van de schelp bedroeg ongeveer 6 cm, zonder de uitsteeksels.

## Leefwijze
Dit mariene geslacht bewoonde vrij diepe wateren op slikkige zandbodems. Het voedde zich met organisch restafval van dode planten en dieren.

## Soorten
- Tessarolax alaskana Saul & Squires, 2015 †
- Tessarolax bullardi Saul & Squires, 2015 †
- Tessarolax distorta Gabb, 1864 †
- Tessarolax gabbi Saul & Squires, 2015 †
- Tessarolax grahami Saul & Squires, 2015 †
- Tessarolax incrustata Anderson & Hanna, 1935 †
- Tessarolax louellae Squires, 2015 †
- Tessarolax retusa (J. de C. Sowerby, 1836) †
- Tessarolax teleos Saul & Squires, 2015 †
- Tessarolax trinalis Murphy & Rodda, 1960 †